# كارلوس فرنسيسكو مارتينز بينهيرو
كارلوس فرنسيسكو مارتينز بينهيرو (بالبرتغالية: Carlos Francisco Martins Pinheiro‏) هو عالم عقيدة برتغالي، ولد في 30 مايو 1925 في Vila Praia de Âncora ‏ في البرتغال، وتوفي بنفس المكان في 4 يونيو 2010.